# Mărul (Star Trek: Seria originală)
The Apple este un episod din sezonul al II-lea al Star Trek: Seria originală care a avut premiera la 13 octombrie 1967.

## Prezentare
Membrii echipajului navei Enterprise vizitează o misterioasă planetă paradisiacă, pe care o descoperă a fi controlată de un calculator.